# تبا (آلاباما)
تبا (به انگلیسی: Theba) یک منطقهٔ مسکونی در ایالات متحده آمریکا است که در شهرستان کارنشو، آلاباما واقع شده‌است. تبا ۸۸٫۰۹ متر بالاتر از سطح دریا واقع شده‌است.